# Maria Gomólińska
Maria Leontyna Gomólińska (ur. 1866 w Warszawie, zm. 27 maja 1935 tamże) – polska działaczka oświatowa i społeczna, nauczycielka – pionierka polskiej andragogiki, bibliotekarka i tłumaczka z języka francuskiego i niemieckiego.

## Dzieciństwo i młodość
Maria Gomólińska, córka Leona, spędziła dzieciństwo i młodość w Warszawie, w czasach gdy car Aleksander II pozbawił Polaków prawa pełnienia funkcji publicznych, a w gimnazjach Królestwa Polskiego obowiązywał język rosyjski (zob. rusyfikacja na ziemiach polskich). Skończyła w Warszawie szkołę średnią, a następnie studiowała na tajnych kompletach (Uniwersytet Latający). W latach 1888–1892 kształciła się w Monachium w dziedzinie pedagogiki i filologii.

## Praca przed odzyskaniem niepodległości
Po powrocie do Warszawy rozpoczęła pracę nauczycielki historii na tajnych kompletach oraz działalność m.in. w:
- nielegalnym Towarzystwie Pedagogicznym,
- nielegalnym Kole Wychowawców – jako członek grupy założycieli i członek zarządu,
- Kole Pracy Kobiet Korony i Litwy – jako przewodnicząca Sekcji Prowincjonalnej i sekretarka Sekcji Bibliotecznej,
- Związku Towarzystw Samopomocy Społecznej – od roku 1906 jako członek zarządu,
- charytatywnym Warszawskim Towarzystwie Dobroczynności (WTD).

Utworzenie Związku Towarzystw Samopomocy Społecznej (obejmującego m.in. Koło Wychowawców, Towarzystwo Pedagogiczne, Nauczycielskie Koło Samokształcenia, Koło Bezpłatnego Nauczania) miało na celu przyspieszenie „«tworzenia wolnego życia społecznego w Polsce», między innymi poprzez oświatę nieskrępowaną żadną cenzurą” (cyt. z H. Radlińska, Z dziejów pracy społecznej, s. 298). Zakres działalności WTD obejmował prowadzenie Czytelni Bezpłatnych – była to wówczas jedyna forma legalnej działalności oświatowej. Maria Gomólińska była członkiem zarządu tych Czytelni i kierowała czytelnią nr XV. W grudniu 1899 roku grupa działaczy Czytelni Bezpłatnych (wśród nich M. Gomólińska) została aresztowana:

Ogółem, kilkadziesiąt osób, wyłącznie inteligencji warszawskiej, wypełniło X Pawilon, »Pawiak« i »Serbję« – kobiece więzienie obok »Pawiaka« (…) Śledztwo ciągnęło się ślamazarnie. Ku wiośnie zaczęto aresztowanych wypuszczać (…) żadnych wyroków, mimo dłubania w aktach i ciągłego wzywania na śledztwa, nie było [J. Grabiec, „Czerwona Warszawa przed ćwierć wiekiem”, Poznań 1925, s. 138–139].

Po zwolnieniu (maj 1900) Gomólińska wróciła do aktywnej pracy w Czytelniach. Dwa lata później brała udział (m.in. wraz ze Stefanią Sempołowską, Aleksandrem Heflichem, Andrzejem Niemojewskim, Julianem Unszlichtem) w demonstracji, zorganizowanej w grudniu 1902 na pogrzebie inżyniera Tańskiego. Uczestników demonstracji aresztowano. S. Sempołowska została wysiedlona za granicę, a innych aresztowanych skazano na 1–2 lata dozoru policyjnego. Mimo to Gomólińska nie przerwała działalności. Uczestniczyła m.in. w pracy Koła Wychowawców, które powstało w 1904 roku w celu organizowania tajnego nauczania. Na przełomie 1904/1905 projektowała i przygotowywała, m.in. wraz z Heleną Radlińską, strajk szkolny (1905); była współorganizatorką i uczestniczką wiecu z 19 lutego 1905, na którym uchwalono bojkot zrusyfikowanych szkół. W latach 1905–1906 organizowała komplety dla młodzieży szkół średnich i należała do komitetu redagującego broszurę „Uwagi ogólne i wskazówki praktyczne dla prywatnego nauczania”. Uczyła też historii Polski w legalnej szkole prywatnej dla dziewcząt, prowadzonej przez Jadwigę Kowalczykównę i Jadwigę Jawurkównę (1903–1920; zob. Szkoła na Wiejskiej) oraz uczestniczyła w innych akcjach oświatowych, m.in. związanych z edukacją dorosłych. W ramach pracy w czytelni WTD katalogowała (również wspólnie z Radlińską) księgozbiór Biblioteki Kolejowej (Drogi Żelaznej Kolei Warszawsko-Wiedeńskiej), utworzonej w 1898 roku, a w roku 1907 dysponującej zbiorem ok. 21,4 tys. tomów. Nowatorski katalog książek miał ułatwić korzystanie z nich czytelnikom, którzy podejmowali samokształcenie. Był wydawany od roku 1919. Pod tytułami książek (beletrystycznych i naukowych) zamieszczano informacje o ich treści. Wspominając ten okres pracy w Czytelniach Radlińska napisała, że katalog:

...miał dać przykład celowego, odpowiadającego wymaganiom nauki i krytyki literackiej doboru książek”. [...] Najlepiej układała katalogi Maria Gomólińska”. [...] Wiele jej [...] zawdzięczam, jako przykładowi i doradczyni [Helena Radlińska, Wspomnienia uczennicy i nauczycielki, [w:] „Niepodległość” 1932].

W biurze Związku Towarzystw Samopomocy Społecznej przy ul. Kruczej 32 m.6 (H. Radlińska i M. Gomólińska odgrywały rolę właścicielek mieszkania) tworzono m.in. Uniwersytet dla Wszystkich. Uniwersytet powstał w grudniu 1905 roku, według projektu Ludwika Krzywickiego, Juliana Marchlewskiego i Stanisława Posnera (wzorowanego na podobnych uniwersytetach w krajach Europy Zachodniej); 23 października 1907 roku został zalegalizowany. Miał w Warszawie 7 oddziałów dzielnicowych, a poza nimi organizowano odczyty objazdowe w innych miastach, co ilustruje przykład:

„Sosnowiec. Odczyty. Dzisiaj w Sali klubu sosnowieckiego p. Marja Gomólińska wypowie dwa odczyty. Pierwszy: „Rzut oka na dzieje narodu polskiego”, – początek o godzinie 3 i pół, drugi „Konstytucja 3 maja” – pocz. o godz. 6 wieczorem. Ceny wejść bardzo niskie [„Goniec Częstochowski”, 3 marca 1907 roku, sekcja Nowiny].

Za tego rodzaju działalność Gomólińska została ponownie aresztowana (1908), a następnie zesłana do Pińska, gdzie również organizowała tajne nauczanie. Po roku (amnestia z 1909 r.) wróciła do Warszawy i włączyła się do prac Towarzystwa Kursów Naukowych, jedynej jawnej polskiej uczelni wyższej w Królestwie Polskim (do czasu powołania UW i PW w 1915 roku) tworzonej na bazie tajnego Latającego Uniwersytetu.
W sierpniu 1915 roku, po wycofaniu się Rosjan (zob. I wojna światowa, rok 1915) został utworzony Wydział Oświecenia w którym, z inicjatywy Stanisława Michalskiego powołano Sekcję Oświaty Pozaszkolnej. Sekcja, do której powołano Marię Gomólińską, przejęła zadania Stowarzyszenia Kursów dla Analfabetów Dorosłych i Uniwersytetu dla Wszystkich. Gomólińska organizowała tzw. Kursy dla Analfabetów (później – Kursy dla Dorosłych m.st. Warszawy) i pracowała na nich jako instruktorka i wizytatorka.

## Praca w wolnej Polsce

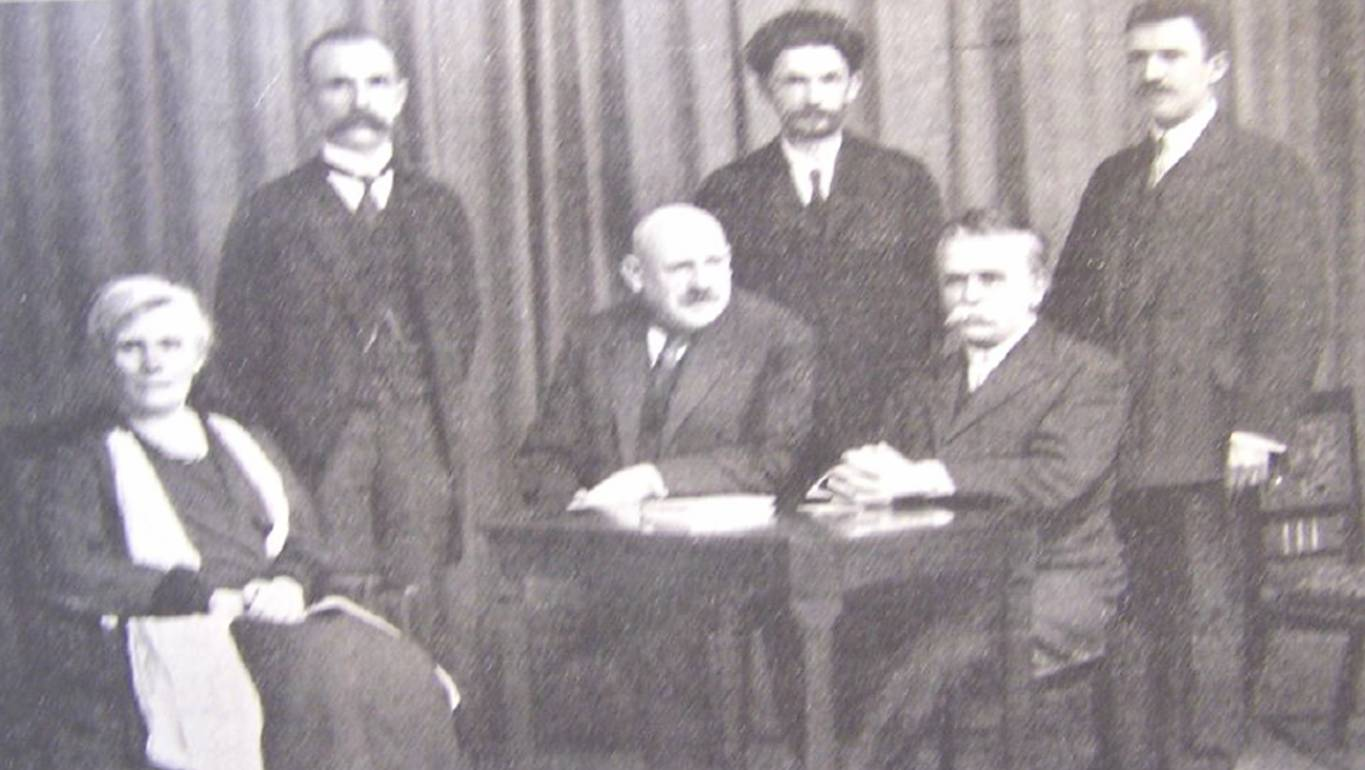
Założyciele Sekcji Kursów dla Dorosłych: M. Gomólińska, W. Radwan, A. Janowski, St. Małkowski, S. Michalski, J. Zawadzki (ok. 1920)

Po odzyskaniu przez Polskę niepodległości (zob. 1918) Gomólińska pracowała w Centralnym Biurze Kursów dla Dorosłych, jako przewodnicząca (1925–1928) i wiceprzewodnicząca (1929–1932). Biuro w roku 1928 przekształcono w Instytut Oświaty Dorosłych. W miarę rozwoju pozaszkolnej działalności oświatowej kursy dla analfabetów przekształcano w szkoły wieczorowe dla dorosłych i młodocianych. Program nauczania był podobny do realizowanego w szkołach powszechnych, lecz stosowano inne metody nauczania. Tworzono też uniwersytety powszechne dla osób dokształcających się.
Poza działalnością w dziedzinie edukacji dorosłych Maria Gomólińska pracowała również w szkołach – do 1920 roku w szkole Jadwigi Kowalczykówny, a w latach od ok. 1925 do ok. 1932 roku w Gimnazjum Żeńskim H. Gepnerówny.

## Publikacje
- Albert Sorel: Kwestia Wschodnia w wieku XVIII: rozbiór polski i traktat w Kajnardżi. Z drugiego wyd. francuskiego przejrz. przez autora, przetłumaczyła Marya Gomólińska, Biblioteka Tygodnika Ilustrowanego, Warszawa 1905.
- Kowalewski Maksim M. (1851–1916)[5], Zarys początków i rozwoju rodziny i własności, przekł. z franc. Marji Gomólińskiej, Księgarnia Naukowa, Warszawa 1903[6].
- Bucher K.[7], Szkice ekonomiczne, w przekł. z niem. M. Gomólińskiej[8]. Księgarnia Naukowa, Warszawa 1906[9].
- Katalog informacyjny dzieł naukowych Biblioteki Kolejowej przy Drodze Żelaznej Warszawsko-Wiedeńskiej. Przedmowa M. Gomólińska, Do czytelników, T. I., Warszawa 1910[10]; T. II, 1911[11]; T. III–IV, 1912[12].
- Gomólińska M.: Początki pracy. [w:] Baranowska J.(red.): Oświata pozaszkolna samorządu miasta stołecznego Warszawy. Instytut Oświaty dorosłych, Warszawa, 1930.

## Wspomnienia
Z pracy „Życie zapomniane”, [w:] „Edukacja Dorosłych”:

Jawi się ona, jako postać pracująca w cieniu wielkich nazwisk polskiej andragogiki jak Heleny Radlińskiej czy Stanisława Michalskiego, tym bardziej zatem wspomnienie o niej warte jest rewitalizacji jako przykładu postaci zapomnianej a znaczącej dla narodzin polskiej andragogiki.

Stanisław Michalski (działacz oświatowy) (1865–1949):

Gruntowne wykształcenie, dojrzałość jej sądu krytycznego, talent pedagogiczny, charakter niezłomny w postępowaniu, odwaga cywilna i uspołecznienie zjednywały jej coraz więcej zwolenników. Był to bowiem żywy typ jednej z tych „siłaczek”, które unieśmiertelnił w swej noweli Żeromski, a co do których pisał Artur Górski, że pierwszy pomnik, jaki postawić należy w zmartwychwstałej Polsce – winien być postawiony w Warszawie tajnej nauczycielce z okresu niewoli”

## Ordery i odznaczenia
- Krzyż Niepodległości (9 października 1933)[13]
- Krzyż Kawalerski Orderu Odrodzenia Polski (30 kwietnia 1925)[14]
- Odznaka honorowa „Za walkę o szkołę polską”